# 黄州 (隋朝)
黄州，隋朝时设置的州。
隋开皇五年（585年）改衡州置，治所在南安县（即今武汉市新洲区邾城（即旧黄州城、旧州，后改名新洲））。
隋开皇十八年，衡州治所南安县改名为黄冈县。
隋大业（605年—618年）初年，改黄州为永安郡。
唐武德三年，复改为黄州，木兰县并入黄冈县。
唐天宝元年，再改黄州为齐安郡。唐乾元元年，复改为黄州。
唐时，黄州的辖境约相当今湖北省长江以北，京汉铁路以东，巴水以西地。天宝元年（742年）改为齐安郡。乾元元年（758年）仍为黄州。
唐末之前，府、州、县治均在今武汉市新洲区邾城（即旧黄州城）
唐中和时，治所移至今黄冈市区北（即新黄州城），故址邾城改名“旧州城”。
元朝至元十四年（1277年）升为黄州路。
| 唐朝黄州辖县 | 唐朝黄州辖县                                                       |
| ------------ | ------------------------------------------------------------------ |
| 618年        | 黄冈县、黄陂县、木兰县、麻城县                                     |
| 620年        | 黄冈县（新设堡城县，黄陂县改属南司州，麻城县改属亭州，废除木兰县） |
| 624年        | 黄冈县（黄陂县来属，废除堡城县）                                   |
| 625年        | 黄冈县、黄陂县（麻城县来属）                                       |
| 781年        | 黄冈县、黄陂县、麻城县（汉阳县、汊川县来属）                       |
| 783年        | 黄冈县、黄陂县、麻城县（汉阳县、汊川县改属沔州）                   |
| 808年        | 黄冈县、黄陂县（废除麻城县）                                       |
| 820年        | 黄冈县、黄陂县（重设麻城县）                                       |
| 885年        | 黄冈县、黄陂县、麻城县                                             |
| 897年        | 黄冈县、黄陂县、麻城县（武昌县来属）                               |
| 897年        | 黄冈县、黄陂县、麻城县（武昌县改属鄂州）                           |

## 刺史
| 唐朝黄州刺史 - 周法明（621年—623年） - 辛德本（贞观年间） - 盖彦举（贞观年间） - 郑孝宽（贞观年间） - 李元裕（贞观末年） - 李愔（650年—653年） - 杜之亮（显庆年间） - 元孝节（唐高宗时） - 长孙晔（唐高宗时） - 高某（686年） - 李朴（武周时） - 崔玄籍（695年—697年） - 封践福（武周时） - 崔进思（武周时） - 王泰（武周时） - 王子麟（705年—706年） - 源匡度（景龙年间） - 冯光嗣（开元初年） - 孔慎言（开元年间） - 齐安郡太守 | - 左振（759年—761年） - 相里某（762年—763年） - 窦某（782年） - 苏易（唐德宗时） - 王濡（唐德宗时） - 杜义符（元和年间） - 刘宷（大和年间） - 窦弘餘（841年） - 杜牧（842年—844年） - 李虞（会昌年间） - 崔芸卿（865年） - 李约（871年） - 计信卿（876年） - 宋汶（中和年间） - 吴讨（894年） - 瞿章（894年—897年） - 贾铎（903年—906年） - 李厚（906年—907年） - 李俊 |